# Brabant-sur-Meuse
Brabant-sur-Meuse település Franciaországban, Meuse megyében. Lakosainak száma 117 fő (2022. január 1.). Brabant-sur-Meuse Consenvoye, Forges-sur-Meuse, Haumont-près-Samogneux, Regnéville-sur-Meuse és Samogneux községekkel határos.

## Népesség
A település népességének változása:
| Lakosok száma | 90   | 75   | 74   | 117  | 126  | 127  | 124  | 120  | 119  | 117  |
|               | 1968 | 1982 | 1990 | 2006 | 2013 | 2015 | 2017 | 2019 | 2020 | 2022 |